# Magic Cat Academy
Magic Cat Academy (Academia de gatos mágicos) es una trilogía de juegos de navegador creados como Google  Doodle para celebrar Halloween, con la primera instalación lanzada el 31 de octubre del 2016. Cuatro años después, el 31 de octubre de 2020, Google lanzó Magic Cat Academy 2. La tercera instalación de este juego, Magic Cat Academy 3, se lanzó el 31 de octubre de 2024.

## Historia y modo de juego

### Magic Cat Academy
Los jugadores controlan a Momo, una gata negra hechicera, de una escuela de magos, que por error invocan a un fantasma que roba un cuaderno de hechizos.  Momo combate contra varios fantasmas y jefes en distribuidos en cinco niveles, teniendo lugar en la biblioteca de la escuela, una cafetería, un salón de clases, un gimnasio y en la azotea. Los fantasmas son derrotados haciendo clic y deslizando el ratón en ciertas direcciones, pertenecientes al símbolo sobre las cabezas de los fantasmas. Las direcciones de deslizamiento incluyen una línea horizontal, una línea vertical, una forma de "v", una forma de "ʌ" y un rayo, el último, la mayoría de los cuales invoca rayos que destruyen a los enemigos en pantalla. En ocasiones, el jugador podrá deslizar en forma de corazón para recuperar la salud.

### Magic Cat Academy 2
El objetivo y el desarrollo del juego son exactamente los mismos, solo que la acción se desarrolla bajo el mar, ya que un fantasma logró escaparse de Momo tras vencer en la primera parte, llegando al océano y poseyendo a diversos animales marinos. Momo lucha contra los enemigos en cinco fases, cada una a un nivel de profundidad mayor, contra fantasmas y animales poseídos como una medusa inmortal, un banco de bogas, un calamar vampiro y un rape, hasta llegar al jefe final, que se trata de un volcán submarino. Este juego incluye un nuevo movimiento con el que, dibujando un círculo, el jugador consigue un escudo, y un nuevo movimiento de ataque, con el que dibujando un espiral se puede atacar a los fantasmas.

### Magic Cat Academy 3
El juego de este año sigue teniendo el mismo objetivo y las mismas mecánicas, sólo que ahora la acción se desarrolla a través de las capas de la atmósfera. Las cinco capas son la troposfera, la estratosfera, la mesosfera, la termosfera y la exosfera. El último nivel involucra al archienemigo de Momo, el fantasma Marshmallow que este mismo termina expulsando una estrella morada que es absorbida por el sol convirtiéndose en una entidad maligna, Momo y Marshmallow se unen para derrotar al sol. Este último nivel presenta un nuevo movimiento, que se realiza dibujando una figura de reloj de arena, que ralentiza a todos los enemigos, lo que le da al jugador más tiempo para derrotarlos.

## Desarrollo
La creación del juego se coordinó entre cuatro grupos de diseño diferentes, relacionados con el diseño de arte, ingeniería, producción y música.  El concepto original para el juego involucró a Momo haciendo sopa que resucita espíritus muertos.   El desarrollo del juego implicó muchos conceptos e ideas rechazados, incluyendo símbolos elaborados para dibujar (como un hechizo "Sombrero de gato"), a así como enemigos como un fantasma de chef y un fantasma de diagrama de Venn.
El personaje de Momo se basó en el  gato mascota que pertenece a Google Doodler Juliana Chen. Momo también aparece en la película animada Google Doodle de Halloween de 2017 y en el Doodle del Juego de la Isla de los Campeones de Google (2021).